# Wywiad (film)
Wywiad – polski film fabularny z 2007 roku, w reżyserii Bartosza Siemierzewicza. Pierwszy publiczny pokaz filmu odbył się 3 grudnia 2008 w siedzibie portalu Fronda.pl. Premiera telewizyjna miała miejsce 4 października 2010 w TVP Kultura. Od jesieni 2011, decyzją twórców, film jest dostępny nieodpłatnie do obejrzenia w serwisie YouTube.

## Twórcy filmu
- reżyseria - Bartosz Siemierzewicz
- scenariusz - Bartosz Siemierzewicz
- zdjęcia - Konrad Wasilewski
- muzyka - Adam Siemierzewicz
- montaż - Bartosz Siemierzewicz
- efekty wizualne - Jerzy Drozda Jr
- charakteryzacja - Anna Mosakowska
- kierownictwo produkcji - Maciej Pijanowski

## Obsada
- Rafał Gerlach: Potępiony
- Grzegorz Woś: Dziennikarz
- Marcin Montana: Szatan
- Marcin Bytniewski: Ksiądz
- Agata Wątróbska: Żona
- Agata Nizińska: Pielęgniarka
- Anna Kędziora: Kochanka
- Robert Tondera: Szef
- Filip Spólnik: Penitent

## Opis fabuły
Osią filmu jest wywiad młodego dziennikarza z człowiekiem potępionym, który opowiada mu historię swojego ziemskiego życia. Na fabułę składają się - połączone wątkiem świadomego wyboru zła - sceny z życia anonimowego bohatera: cynicznego i rozwiązłego ateisty, w życiu zawodowym lekarza dokonującego pokątnych aborcji, a prywatnie męża i ojca stosującego przemoc domową. Film ukazuje przy tym drogę stopniowego zatracania się człowieka w grzechu i wielokrotnego odrzucania Boga, a także mechanizmy kuszenia ludzi przez demony i walkę Boga o zbawienie każdego.